# Noroeste Pacífico

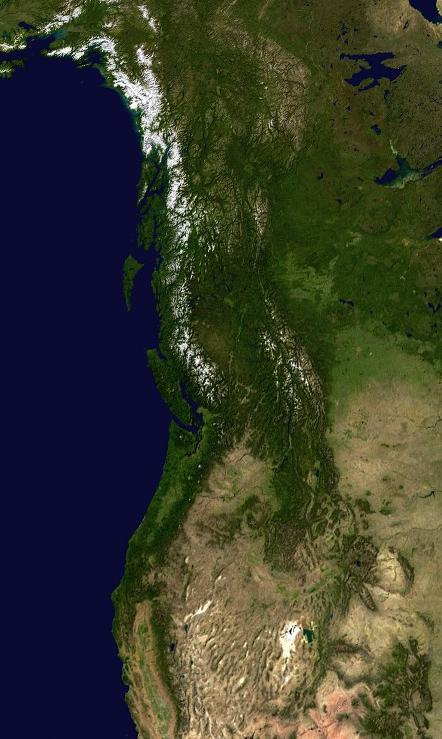
O Noroeste Pacífico em imagem de satélite

Designa-se por Noroeste Pacífico (em inglês:  Pacific Northwest ou abreviadamente PNW) a região do noroeste da América do Norte. Segundo as definições, a zona coberta por esta pode ser mais ou menos estendida, mas em geral inclui toda a região compreendida entre a costa do oceano Pacífico e a Continental Divide (a divisória de águas das Montanhas Rochosas) e inclui a totalidade dos estados norte-americanos de Washington, Oregon, Idaho, uma grande parte da província canadiana da Colúmbia Britânica e o Sudeste do Alasca, o norte da Califórnia, uma parte do Montana e uma parte do Território do Yukon.
Esta região não deve ser confundida com "Pacífico Noroeste", que designa uma parte do oceano Pacífico nas costas da China, Rússia e Japão, nem com o Território do Noroeste do Canadá, também chamado "Grande Noroeste". O termo Costa Noroeste (Northwest Coast) designa unicamente a zona costeira do Noroeste Pacífico.
O biótopo desta região é diferente do das regiões circundantes. É caracterizada na zona costeira pela bacia do estreito de Geórgia-Puget Sound, dividida entre a Colúmbia Britânica e o estado de Washington e pela floresta temperada húmida que se estende do norte da Califórnia até ao sudoeste do Alasca. A região seca do interior da cordilheira das Cascatas e a cordilheira Costeira são muito diferentes do terreno e do clima da costa. Esta região inclui o planalto de Colúmbia e o vale do rio Fraser.

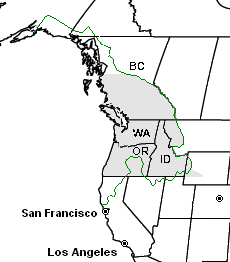
Há várias definições para o que se entende por Noroeste Pacífico.

As definições de Noroeste Pacífico e de Cascadia, cujo nome vem da cordilheira das Cascatas, são bastante próximos para as regiões cobertas, mesmo que, em limites mais amplos, o Noroeste Pacífico cubra uma zona maior que a Cascadia, que tem tendência a não incluir o Evergreen Triangle da região costeira de Washington, do Oregon e da Colúmbia Britânica. O termo Pacífico Noroeste é bem mais antigo, datando do início do século XIX, enquanto o nome "Cascadia" só apareceu na década de 1980. Este último termo, embora utilizado bastante em geologia, climatologia e ecologia, é mais usado no sentido político ou identitário.
Nos Estados Unidos, o termo Northwestern United States é também usado, mas só designa a parte mais do Noroeste Pacífico pertencente aos Estados Unidos, excluindo a parte do Canadá.
As principais áreas metropolitanas desta região são Seattle/Tacoma (Washington, Estados Unidos, com 3,3 milhões de habitantes), Vancouver (Colúmbia Britânica, Canadá, com 2,3 milhões de habitantes) e Portland (Oregon, Estados Unidos, com 2,2 milhões).